# Короткочеревець лучний
Короткочеревець лучний (Brachytron pratense) — вид бабок родини коромисел (Aeschnidae).

## Поширення
Короткочеревець лучний приурочений до середніх широт Західної та Центральної Європи на схід до Уральських гір. За межами Європи трапляється у західній Анатолії (Туреччина), північному та північно-західному Ірані та в Грузії. В Україні вид поширений на більшій частині країни, але в Чернівецькій, Одеській, Дніпропетровській, Запорізькій та Донецькій областях не відзначений. Переважно рідкісний вид, у деяких місцях звичайний.

## Опис
Досить велика бабка, завдовжки 54—63 мм. Тіло вкрите густими білими волосками. Забарвлення самиць складається з синюватих плям на сірувато-коричневому тлі, у самців ж ці плями мають яскраво-жовтий колір. На лобі має Т-подібну чорну пляму.

## Спосіб життя
Мешкає біля непроточних водойм або зі слабкою течією, рясними заростями очерету та іншої прибережної рослинності. Імаго літають з кінця травня до початку липня. Самиці відкладають яйця в заростях прибережної рослинності. Личинки виростають довжиною до 45 мм, живуть у воді. Стадія личка, залежно від кліматичних умов і кількості їжі, триває 1-4 роки. І личинки, і дорослі є активними хижаками — полюють на дрібних комах та інші водні організми.